# Kim Min-je
Đây là một tên người Triều Tiên, họ là Kim.
Kim Min-je sinh ngày (12 tháng 9 năm 1989) là một cầu thủ bóng đá Hàn Quốc thi đấu cho Suwon FC. Anh là một hậu vệ linh động, có thể thi đấu ở vị trí chạy cánh hoặc phòng thủ.

## Sự nghiệp
Kim ra mắt cho đội bóng Avispa trong trận mở màn của J. League Division 1 2011, với thất bại 3–0 trước Albirex Niigata.

## Thống kê câu lạc bộ
| Thành tích câu lạc bộ | Thành tích câu lạc bộ | Thành tích câu lạc bộ | Giải vô địch | Giải vô địch | Cúp                   | Cúp                   | Cúp Liên đoàn | Cúp Liên đoàn | Tổng cộng | Tổng cộng |
| Mùa giải              | Câu lạc bộ            | Giải vô địch          | Số trận      | Bàn thắng    | Số trận               | Bàn thắng             | Số trận       | Bàn thắng     | Số trận   | Bàn thắng |
| Nhật Bản              | Nhật Bản              | Nhật Bản              | Giải vô địch | Giải vô địch | Cúp Hoàng đế Nhật Bản | Cúp Hoàng đế Nhật Bản | Cúp Liên đoàn | Cúp Liên đoàn | Tổng cộng | Tổng cộng |
| --------------------- | --------------------- | --------------------- | ------------ | ------------ | --------------------- | --------------------- | ------------- | ------------- | --------- | --------- |
| 2011                  | Avispa Fukuoka        | J1 League             | 18           | 0            | 2                     | 0                     | 2             | 0             | 22        | 0         |
| 2012                  | Avispa Fukuoka        | J2 League             | 27           | 0            | 1                     | 0                     | —             | —             | 28        | 0         |
| 2013                  | Avispa Fukuoka        | J2 League             | 7            | 0            | 0                     | 0                     | —             | —             | 7         | 0         |
| Tổng cộng sự nghiệp   | Tổng cộng sự nghiệp   | Tổng cộng sự nghiệp   | 52           | 0            | 3                     | 0                     | 2             | 0             | 57        | 0         |